# Kroni i Skollës
Kroni i Skollës är en park i Kosovo. Den ligger i den västra delen av landet, 70 km väster om huvudstaden Priština. Kroni i Skollës ligger 630 meter över havet.
Terrängen runt Kroni i Skollës är varierad, och sluttar österut. Runt Kroni i Skollës är det ganska tätbefolkat, med 222 invånare per kvadratkilometer. Närmaste större samhälle är Pejë, 9,0 km norr om Kroni i Skollës. Omgivningarna runt Kroni i Skollës är en mosaik av jordbruksmark och naturlig växtlighet.